# Solaris (альбом)
«Solaris» — третий альбом Photek, выпущен 18 сентября 2000 года на лейбле Science Records в Европе и 19 сентября 2000 на Astralwerks в США.

## Об альбоме
Solaris последний альбом Photek для Virgin, подразделениями которого являются Science Records и Astralwerks. После выхода этого альбома контракт с Virgin Records, подписанный на пять сольных альбомов, был разорван, как говорит Руперт Паркс (Photek), для возврата полной творческой свободы. Предстоящий четвёртый сольный альбом «Form & Function Pt. 2» выйдет уже на собственном лейбле Паркса — Photek Records.

## Список композиций
1. Terminus (5:26)
2. Junk (5:27)
3. Glamourama (5:30), вокал — Marie-José Jongerius
4. Mine To Give (6:41), вокал — Robert Owens
5. Can't Come Down (6:59), вокал — Robert Owens
6. Infinity (8:31)
7. Solaris (5:12)
8. Aura (0:47)
9. Halogen (4:38)
10. Lost Blue Heaven (3:13), вокал — Simone Simone
11. Under The Palms (2:37)

В виниловой версии альбома отсутствует трек Aura. В японской версии альбома присутствует дополнительный трек DNA, который изначально включён в британский семплер альбома — «Terminus».

## Синглы и EP
- «Terminus» (28 августа 2000) — Только для Великобритании, ограниченный тираж.
- «Mine to Give» feat. Robert Owens (5 февраля 2001)